# NGC 125
NGC 125 (ook wel PGC 1772, UGC 286, MCG 0-2-48 of ZWG 383.27) is een spiraalvormig sterrenstelsel in het sterrenbeeld Vissen. NGC 125 werd op 25 december 1790 ontdekt door de Britse astronoom William Herschel.

## Ecliptica
Het stelsel NGC 125 bevindt zich betrekkelijk dicht bij de Ecliptica, hetgeen betekent dat het, vanaf de Aarde gezien, regelmatig bezoek krijgt van de planeten van het Zonnestelsel, alsook bedekt kan worden door de Maan.